# Nghĩa Trung (Bắc Giang)
Nghĩa Trung is een xã in huyện Việt Yên, een district in de Vietnamese provincie Bắc Giang.
Nghĩa Trung ligt in het noordoosten van het district.